# Simplemente lo mejor
Simplemente... lo mejor es el nombre de un álbum recopilatorio del cantautor guatemalteco Ricardo Arjona, publicado el 2 de diciembre de 2008. El álbum contiene reconocidas canciones del artista y abarca el periodo de tiempo desde el lanzamiento del álbum Animal Nocturno (1993) hasta el disco Galería Caribe (2000).

## Lista de canciones
Todas las canciones escritas y compuestas por Ricardo Arjona. 
| N.º | Título                         | Duración |  |
| 1.  | «Realmente no estoy tan solo»  | 3:55     |  |
| 2.  | «Quien diría»                  | 3:56     |  |
| 3.  | «Historia de taxi»             | 6:48     |  |
| 4.  | «Se nos muere el amor»         | 4:12     |  |
| 5.  | «Mujeres»                      | 3:31     |  |
| 6.  | «Cuándo»                       | 4:38     |  |
| 7.  | «Señora de las cuatro décadas» | 5:12     |  |
| 8.  | «Jesús, verbo no sustantivo»   | 6:50     |  |
| 9.  | «Te conozco»                   | 4:15     |  |
| 10. | «Si el norte fuera el sur»     | 4:57     |  |
| 11. | «Dime que no»                  | 4:28     |  |
| 12. | «Primera vez»                  | 3:48     |  |
| 13. | «Tu reputación»                | 4:53     |  |
| 14. | «Olvidarte»                    | 5:32     |  |
| 15. | «Me enseñaste»                 | 4:45     |  |
| 16. | «Desnuda»                      | 4:20     |  |
| 17. | «Ella y él»                    | 6:18     |  |